# Bufotes luristanicus
Bufotes luristanicus (лат.) — вид жаб из рода Bufotes (ранее считавшийся «комплексом Bufo viridis» в пределах рода Bufo). Это эндемик юго-западного подножия гор Загрос в Иране, на границе с Ираком. Название этимологически происходит от названия народа луров, жителей Лурестана, которые долгое время жили там в неприступных горах и были пастухами-кочевниками.

## Внешний вид и строение
Это очень мелкий представитель рода Bufotes, длина тела с головой от 3,5 до 7 сантиметров. Поверхность кожи преимущественно желтовато-белая с мелкими коричневатыми и красноватыми бугорками. Брюшная сторона беловатая. Межглазничное расстояние (на крыше черепа между глазами) уже верхнего века. Барабанная перепонка небольшая, но заметная, ее размер составляет примерно половину диаметра глаза. Хорошо заметны развитые околоушные железы. На предплечьях и задних ногах, а также на спине имеются оливково-зеленые пятна, типичные для зеленых жаб. Между 3, 4 и 5 пальцами имеются рудиментарные перепонки. В отличие от Bufotes surdus, у нее есть слух. Соответственно, существуют и брачные песни.
Существуют противоречивые данные относительно взаимоотношений сестринских групп: хотя ядерный геном предполагает близкое родство с Bufotes viridis, митохондриальная ДНК больше указывает на родство с Bufotes surdus (подвидом которого этот вид долгое время считался). Можно предположить, что эта жаба появилась в результате гибридизации, при которой был полностью вытеснен митохондриальный геном одного из родительских видов.

## Распространение и среда обитания
Эндемик Ирана. Обитает в юго-западных предгорьях гор Загрос, в провинциях Лорестан, Хузестан, Кохгилуйе и Бойер-Ахмад и на периферии вокруг Фарса. Горы Загрос проходят примерно параллельно Персидскому заливу. Их пересекают многочисленные антиклинали и глубокие впадины. Долины когда-то использовались для выращивания зерна посредством орошения талыми водами. Сегодня здесь преобладают пустынные степи. В зависимости от высоты могут встречаться также ледяные и солончаковые почвы. На протяжении многих тысячелетий горный массив был практически изолирован из-за своей труднодоступности. Отдельные дубы Quercus brantii предполагают более ранний лесной покров. Осадки здесь выпадают преимущественно в виде моросящего дождя.
Несколько известных мест обитания находятся во временно влажных ущельях ручьев на высоте от 350 до 700 метров. МСОП даже упоминает распространение на высоте до 1200 метров над уровнем моря. Типовой населенный пункт — село Шахбазан (شهبازان) в Дезфуле. Ведут сумеречный или ночной образ жизни, днем прячутся в расщелинах скал и в системе щелей в земле. В районе южных гор Загрос ареалы могут пересекаться с редким загросским тритоном (Neurergus kaiseri).

## Угрозы и охрана
По данным МСОП, по состоянию на 2008/2015 год этот вид классифицируется как вызывающий наименьшие опасения. Неизвестно, встречается ли он на заповедных территориях Ирана.